# Apochauliodes cervulus
Apochauliodes cervulus är en insektsart som först beskrevs av Günther Theischinger 1983.  Apochauliodes cervulus ingår i släktet Apochauliodes och familjen Corydalidae. Inga underarter finns listade i Catalogue of Life.